# Abdelhak Debbari
Abdelhak Debbari (en arabe : عبد الحق دباري) est un footballeur algérien né le 6 janvier 1993 à Thénia dans la wilaya de Boumerdès. Il évolue au poste d'arrière doit à l'ASO Chlef.

## Biographie
Abdelhak Debbari évolue en première division algérienne avec les clubs de l'USM El Harrach, du MO Béjaïa et de l'ES Sétif. Il dispute 104 matchs en inscrivant deux buts.
Il participe à la ligue des champions africaine saison 2020-21 avec l'ES Sétif.